# 大矢市次郎

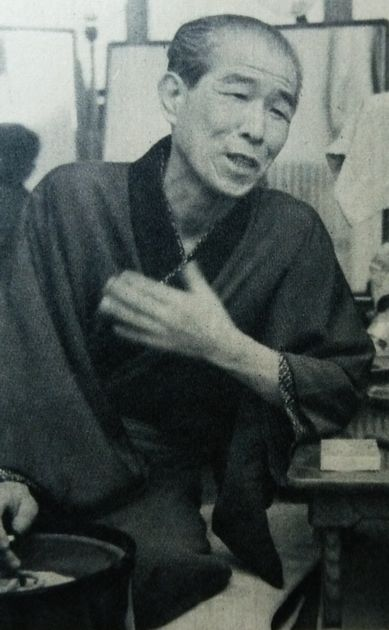
1956年

大矢市次郎（おおや いちじろう、1894年（明治27年）2月11日 - 1972年（昭和47年）5月28日）は、大正 - 昭和期の俳優。新派生え抜きの役者の一人で名脇役として知られた。

## 生涯
東京浅草須賀町（現・台東区）の生まれ。幼少時からの芸事好きで、1907年（明治40年）に伊井蓉峰主演の舞台「乞食の子か大名の子か」で子役エキストラの一人で初舞台を踏む。伊井の弟子の藤井六輔に師事し、藤川宗六の芸名を貰うが後に本名の大矢市次郎で活動。
18歳のときに、60歳の役を演じて以来老け役を得意とし、多くの当り役を持った。
新派系の劇団を転々としたのち、1939年（昭和14年）に花柳章太郎・伊志井寛・柳永二郎・川口松太郎・大江良太郎らと、劇団『新生新派』を旗揚げ、戦後の劇団新派結成へも関わり、新派に欠かせぬ中心メンバーとなる。
1962年（昭和37年）に芸術院賞、紫綬褒章を、1967年（昭和42年）には勲四等旭日小綬章を受章している。
1967年にはその演技力を乞われ、文学座公演「大寺學校」へ客演（主演）として招かれ、初めて新派劇以外の舞台へも立ち、話題と人気を集めた。
1972年（昭和47年）5月28日、肺癌のため没。78歳。前年7月の歌舞伎座での新派公演「風流深川唄」の利三郎役が最期となった。
今日、初代水谷八重子・花柳章太郎・伊志井寛と並び、新派四天王と称されている。
弟子に大鹿次代などがいる。

## 出演作品

### 映画
- 歌行燈（1943年）
- 新・平家物語（1955年）
- 新宿そだち（1968年）

### テレビドラマ
- 日立ファミリーステージ 左の腕（1961年、TBS）
- ポーラ名作劇場 第50回「夜の河」（1963年、MBS）

## 著書
- 『日々願うこと』（六芸書房、1965年）